# آنته ووکیچویچ
آنته ووکیچویچ (کرواتی: Ante Vukičević؛ زادهٔ ۲۴ فوریهٔ ۱۹۹۳) بازیکن واترپلو اهل کرواسی است.